# Konstanty Iłowiecki

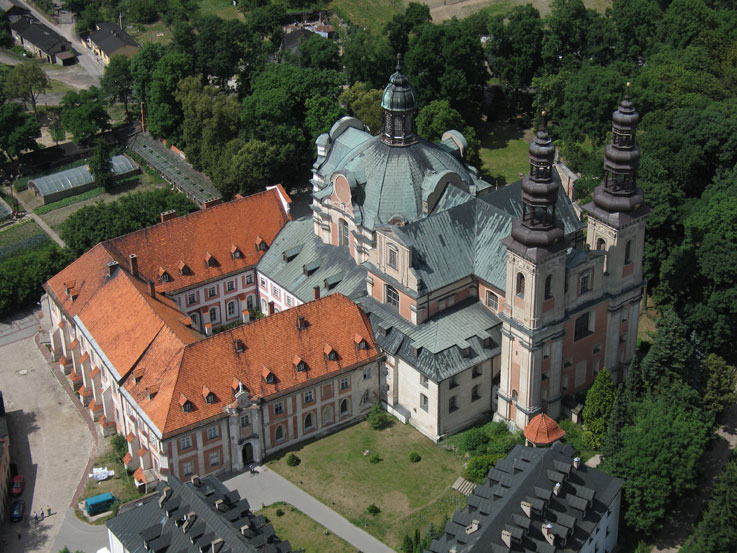
Opactwo Cystersów w Lądzie.

Konstanty Iłowiecki herbu Ostoja (ur. 17 marca 1709 w Iłówcu, zm. w 1777) – opat w Lądzie, komisarz, wikariusz i wizytator generalny polskiej prowincji cysterskiej, przeor klasztoru w Wągrowcu i Lądzie.

## Życiorys
Należał do heraldycznego rodu Ostojów (Mościców). Przodkowie Iłowieckiego wywodzili się z Iłówca w Wielkopolsce. Jego rodzina była wymieniana przez Bartosza Paprockigo i Kaspra Niesieckiego.
Jego rodzicami byli Wojciech Iłowiecki i Zofia Rajska. Miał trzech braci: Jana, Jerzego i Franciszka. Według Bonieckiego miał także siostrę Joannę Żarecką, podczaszynę latyczowską. Iłowiecki w 1727 roku wstąpił do zakonu cystersów w opactwie w Lądzie. W roku 1732 przyjął święcenia kapłańskie. Pełnił funkcję koadiutora opata Lądu Mikołaja Łukomskiego a następnie został przeorem lądzkim. W 1738 roku Konstanty Iłowiecki, jako przeor opactwa w Lądzie, uczestniczył w kapitule generalnej cystersów w Citeaux. W roku 1746 był odnotowany jako przeor klasztoru w Wągrowcu. Dnia 8 maja 1750 roku Iłowiecki objął urząd opata Lądu. W latach 1752–1771 Iłowiecki pełnił funkcję komisarza, wikariusza i wizytatora generalnego polskiej prowincji cysterskiej. 
W bibliotece Opactwa Cystersów w Mogile zachowały się trzy podręczniki autorstwa Konstantego Iłowieckiego na temat logiki, metafizyki i filozofii przyrody z lat 1771 - 1772. Iłowiecki zmarł dnia 20 lutego 1777 roku.